# Хауэр, Рутгер
Ру́тгер У́лсен Ха́уэр (нидерл. Rutger Oelsen Hauer [ˈrɵtxər ˈulsə(n) ˈɦʌuər]; 23 января 1944, Брёкелен, Утрехт, Нидерланды — 19 июля 2019, Бетстерзваг, Фрисландия, Нидерланды) — нидерландский актёр театра и кино, кинорежиссёр, сценарист и продюсер фризского происхождения.

## Биография

### Ранние годы
Родился 23 января 1944 года в актёрской семье в нидерландском городке Брёкелен, в нескольких десятках километров к югу от Амстердама. Его отец, Аренд, преподавал актёрское мастерство в местном театральном колледже, мать, Тёнке, там же вела занятия по курсу драматургии. В раннем детстве Рутгер и три его сестры воспитывались няней в Амстердаме, так как родители в силу своей профессии постоянно разъезжали по стране с гастролями. Уже в пять лет Рутгер появился на театральной сцене, а дебют в театре состоялся 8 июня 1955 года в трагедии Софокла «Аякс». Рутгера назвали в честь наставника его отца на театральной сцене. Посещал вальдорфскую школу.
Рутгер был непослушным ребёнком (как-то раз, играя со спичками, поджёг копну сена). В 15 лет он сбежал из дома, нанялся на торговое судно своего деда и почти на год ушёл в плавание. Это дало ему возможность посмотреть мир, побывать в Пакистане, Канаде, Сингапуре, Сайгоне, Персидском заливе, познакомиться с нравами и бытом разных народов. Тогда же он обнаружил в себе способность к изучению языков. Он освоил английский, немецкий и французский языки помимо своих родных — нидерландского и западнофризского.
Поскольку дальтонизм помешал Хауэру продолжить карьеру моряка, он вернулся домой и начал посещать вечернюю школу, а днём работал (декоратор сцены, автомобильный мойщик, плотник, и т. д.). Его страсть к автомобилям и мотоциклам, возникшая в это время, и навыки, которые он получил, впоследствии позволяли ему выполнять наиболее опасные автомобильные трюки в фильме «Попутчик» (1986) без дублёра.

### Театр
В 1962 году поступил в театральный институт в Базеле (Швейцария). Спустя два года Хауэр нанялся солдатом в армию. Два года были отданы десантным войскам, но вскоре он прибегнул к помощи приятеля-врача, симулируя психическую неуравновешенность, чтобы избежать дальнейшей службы. Пробыв некоторое время в больнице для душевнобольных, Хауэр, убедив врачей в своей непригодности к военной службе, вернулся в институт. Затем обучался в актёрской школе в Амстердаме, после чего он получил место в Королевском театре. В Базеле Хауэр женился, и от этого брака у него появилась дочь Айша, в 1988 году родившая сына Лео. С 1967 года Хауэр начал играть в театре «Noorder Compagnie», где в 1973 году поставил две пьесы, а в 1968 году дебютировал в кино. Тогда же он встретился с Инеке, художницей и скульптором, с которой они поженились в 1985 году.

### Кинокарьера
Его первое появление перед телекамерой состоялось ещё 12 декабря 1956 года, когда проводились съёмки спектакля «Асмодей» (Asmodee). Затем была эпизодическая роль в картине «Господин Хаварден» (Monsieur Hawarden, 1968), но в смонтированную версию кадры с участием Хауэра не вошли. Первая популярность пришла к молодому актёру уже через год, после участия в телесериале «Флорис» (Floris, 1969).
Так началось его многолетнее сотрудничество с нидерландским режиссёром Полом Верховеном, которое продолжалось более десяти лет и которое принесло Хауэру мировое признание. Первый их фильм назывался «Турецкие наслаждения» (1973) — драма по роману нидерландского автора Яна Волкерса, номинировавшаяся в 1974 году на премию «Оскар» в категории «лучший зарубежный фильм».

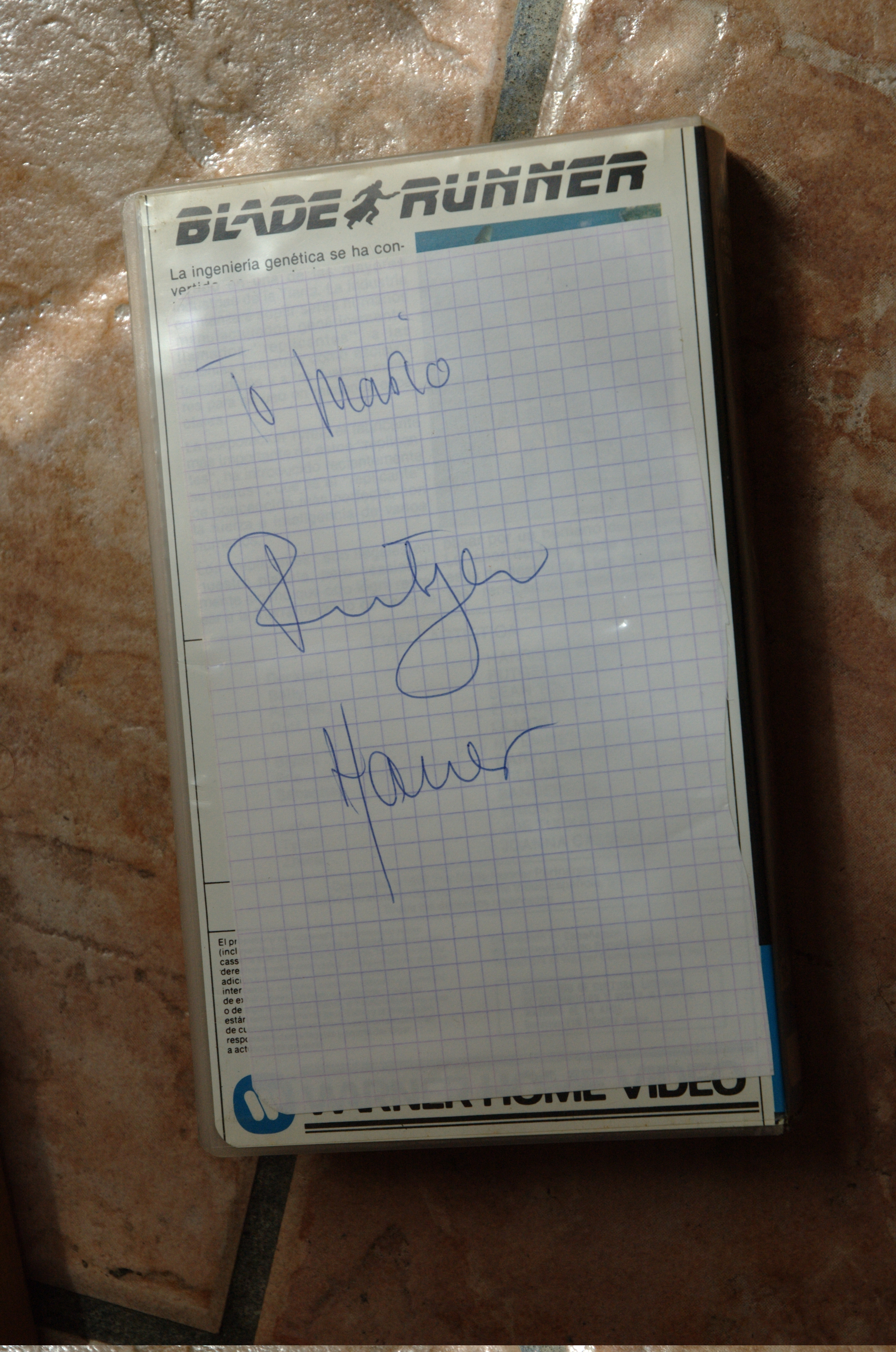
Автограф Рутгера Хауэра

Сняв этого актёра в пяти известных фильмах разных жанров (эротическая драма «Турецкие наслаждения» (1973), «Кити-вертихвостка» (социальная драма, действие происходит в конце XIX века), «Оранжевый солдат» (1977, военный эпос об оккупации Нидерландов немцами во Вторую мировую войну), «Лихачи» (1980, молодёжная драма), «Плоть и кровь» (1985, действие происходит в позднем Средневековье), Верховен считал, что Хауэр, в отличие от другого его протеже Йеруна Краббе, выражает «светлую сторону естества». Режиссёр также намеревался снимать Хауэра и в своём американском дебюте — фантастическом боевике «Робокоп» (1987), но вскоре поссорился с актёром из-за творческих разногласий.
Его первое появление в Голливуде состоялось в картине «Ночные ястребы» (1981) с Сильвестром Сталлоне в главной роли, в котором он сыграл убийцу Вульфгара. Хауэр увидел для себя новые возможности самовыражения. Он нанял известного репетитора, у которого брал уроки американского варианта английского языка, чтобы американские зрители в будущем не слышали его европейский акцент. После нескольких удачных картин Хауэр стал известным в США актёром, чьё имя начали ставить первым на киноафишах и плакатах.
Фильм «Бегущий по лезвию» стал классикой научной фантастики, и первая версия была добавлена к Национальному архиву фильмов (National Film Archives), поддерживаемым библиотекой Конгресса США. Финальный монолог его персонажа «Слёзы в дожде» считают важнейшим моментом в актёрской карьере Хауэра.
К этому времени он купил дом на Калифорнийском побережье и собственноручно построил огромный трейлер, который часто использовал во время съёмок на выезде.
В 1987 году в Голливуде режиссёр Джек Голд снял блокбастер «Побег из Собибора» по книге Ричарда Рашке. Главную роль — Александра Печерского — сыграл Хауэр. За эту роль он получил «Золотой глобус».
В конце 1980-х годов Хауэр классифицировался среди пятидесяти наиболее «пригодных к учёту» актёров в мире в списке, сделанном элитным изданием «Hollywood Reporter». Однако серьёзных кинематографических достижений в эти годы (и много позднее) актёр так и не добился: Хауэр к этому особо никогда и не стремился, воспринимая кинематограф как работу. Безусловно, в 1989 году яркая роль Ника Паркера в фильме «Слепая ярость» для актера стала одной из самых запомнившихся зрителям .
В 1990-х годах Хауэр всё чаще стал сотрудничать с небольшими независимыми киностудиями, пытаясь уйти от навязанного ему Голливудом образа, что уменьшило его популярность в США. Но у себя на родине, в Нидерландах, Хауэр оставался очень популярным, чему свидетельство — шумное празднование его 50-летия в 1994 году. Была показана ретроспектива его самых знаменитых картин, которая предварялась документальным фильмом «Актёр в оранжевом» (Acteur van Oranje). Спустя год, к 100-летию мирового кинематографа, почтовая служба Нидерландов выпустила юбилейный набор марок, одна из которых изображала Хауэра в роли из картины «Турецкие наслаждения» (а сам фильм был признан «лучшим голландским фильмом века» в 1999 году, на Национальном кинофестивале).
Вторая половина 1990-х годов и начало нового тысячелетия для актёра, заключившего контракт со своим новым агентом Джоан Хайлер (Joan Hyler), начались довольно удачно. В этот период он снимался в фильмах киностудии «Hallmark» — «Зов предков» (The Call of the Wild, 1996) по роману Джека Лондона и «Мерлин» (Merlin, 1998) — на телеканале «NBC» в фэнтезийной сказке «Десятое королевство» (англ. The 10th Kingdom, 1999), где сыграл роль злого Охотника. Кинокартина «Симон-волхв» (Simon Magus, 1998), где Хауэр сыграл мягкого и доброго чтеца поэзии Альбрехта (Count Albrecht), была представлена на нескольких международных кинофестивалях.
В апреле 1999 года Хауэр получил в Нидерландах звание «Лучший актёр столетия», празднование которого на нидерландском телевидении вылилось в ретроспективу его фильмов, проведённую без остановок в течение целого дня. В 2000 году он попробовал себя в режиссуре, в результате чего на экраны вышел короткометражный фильм «Комната» (The Room) по книге нидерландского писателя Харри Мюлиша, получивший в следующем году Приз зрительских симпатий на Парижском кинофестивале (Paris Film Festival) как «лучший короткометражный фильм».
По его словам, Хауэр никогда не хотел быть актёром, потому что он застенчив по природе, однако ему очень нравится снимать независимое кино в своей студии. Он был, ко всему прочему, членом попечительского совета Высшей школы режиссёров и сценаристов в Санкт-Петербурге. Город на Неве он впервые посетил, участвуя в съёмках приключенческого фильма «Ключ Саламандры», где сыграл главную роль, а 23 марта 2011 года приезжал в Москву на его премьеру.
В 2012 году Хауэр записался в альбоме голландского певца Арьена Люкассена «Lost in the New Real» в качестве «закадрового голоса».

### Смерть
Умер 19 июля 2019 года у себя дома после непродолжительной болезни.

## Галерея

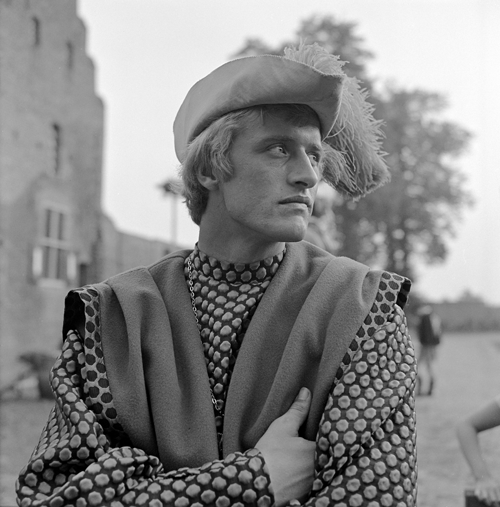
На съёмках в фильме «Флорис»
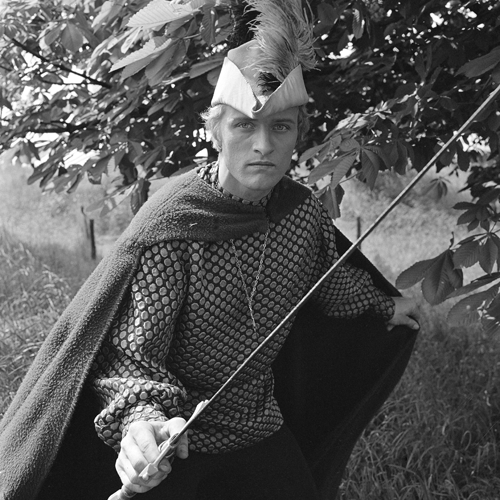
На съёмках в фильме «Флорис»
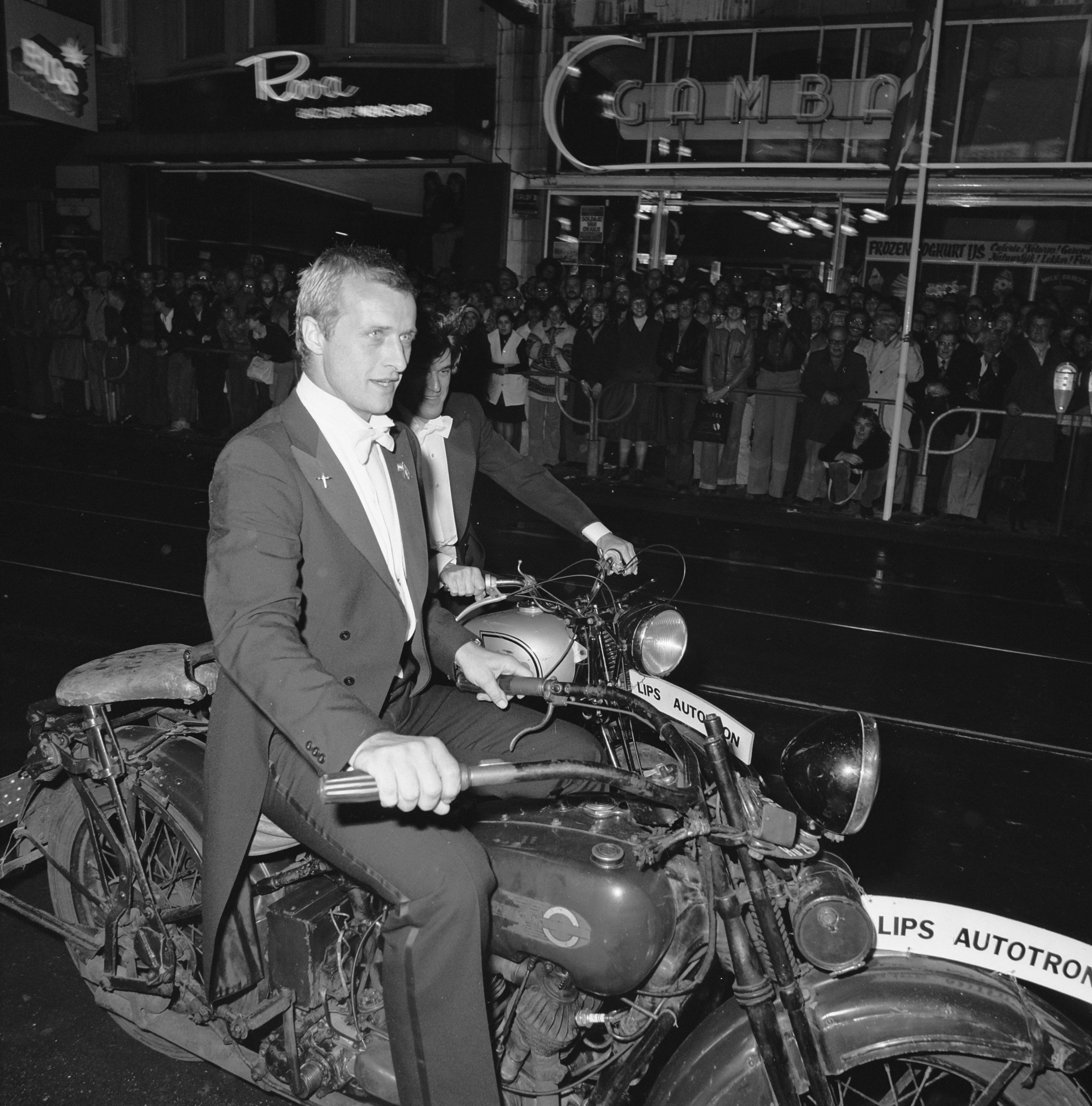
На мотоцикле
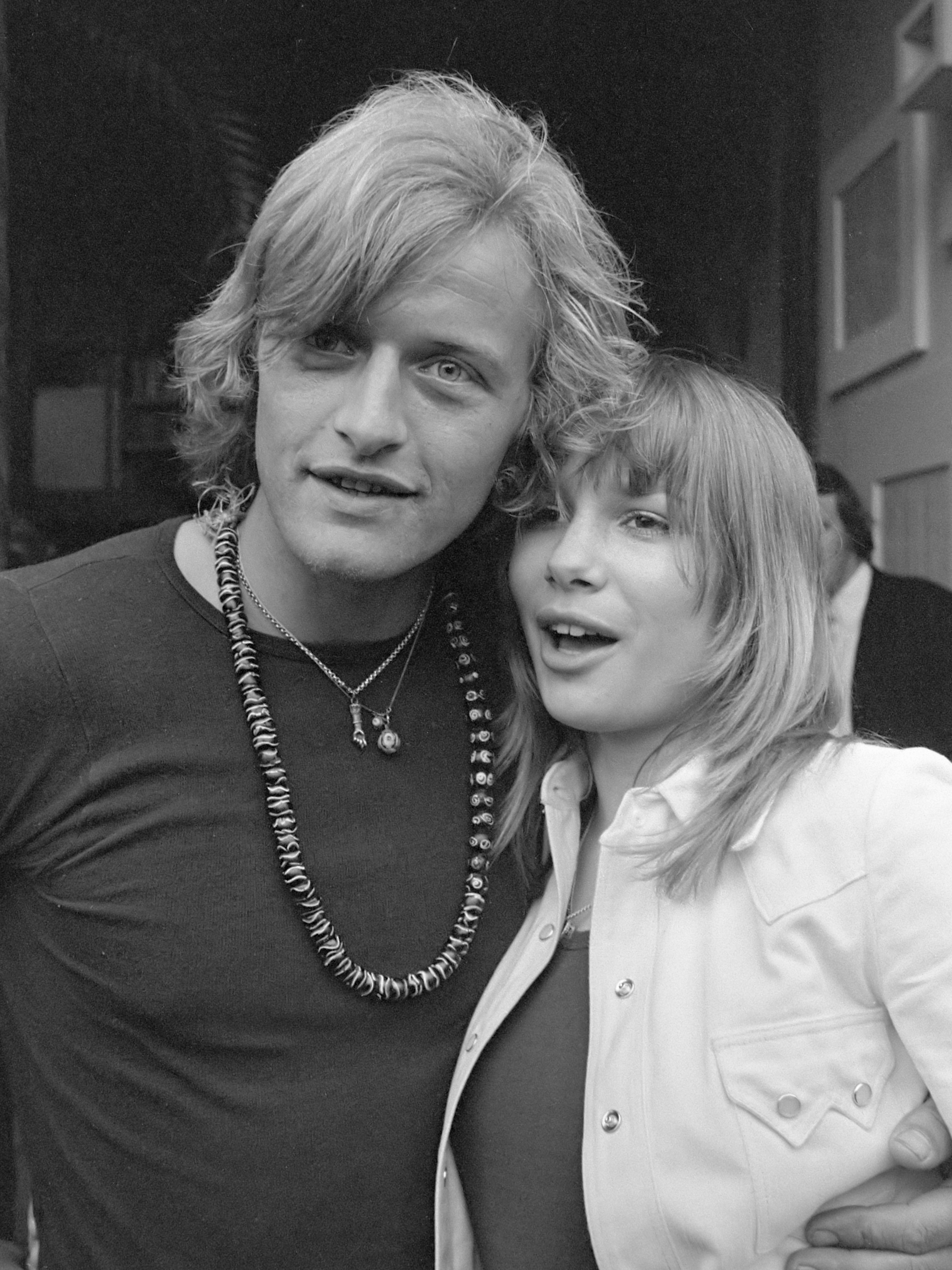
Рутгер и Моника ван де Вен
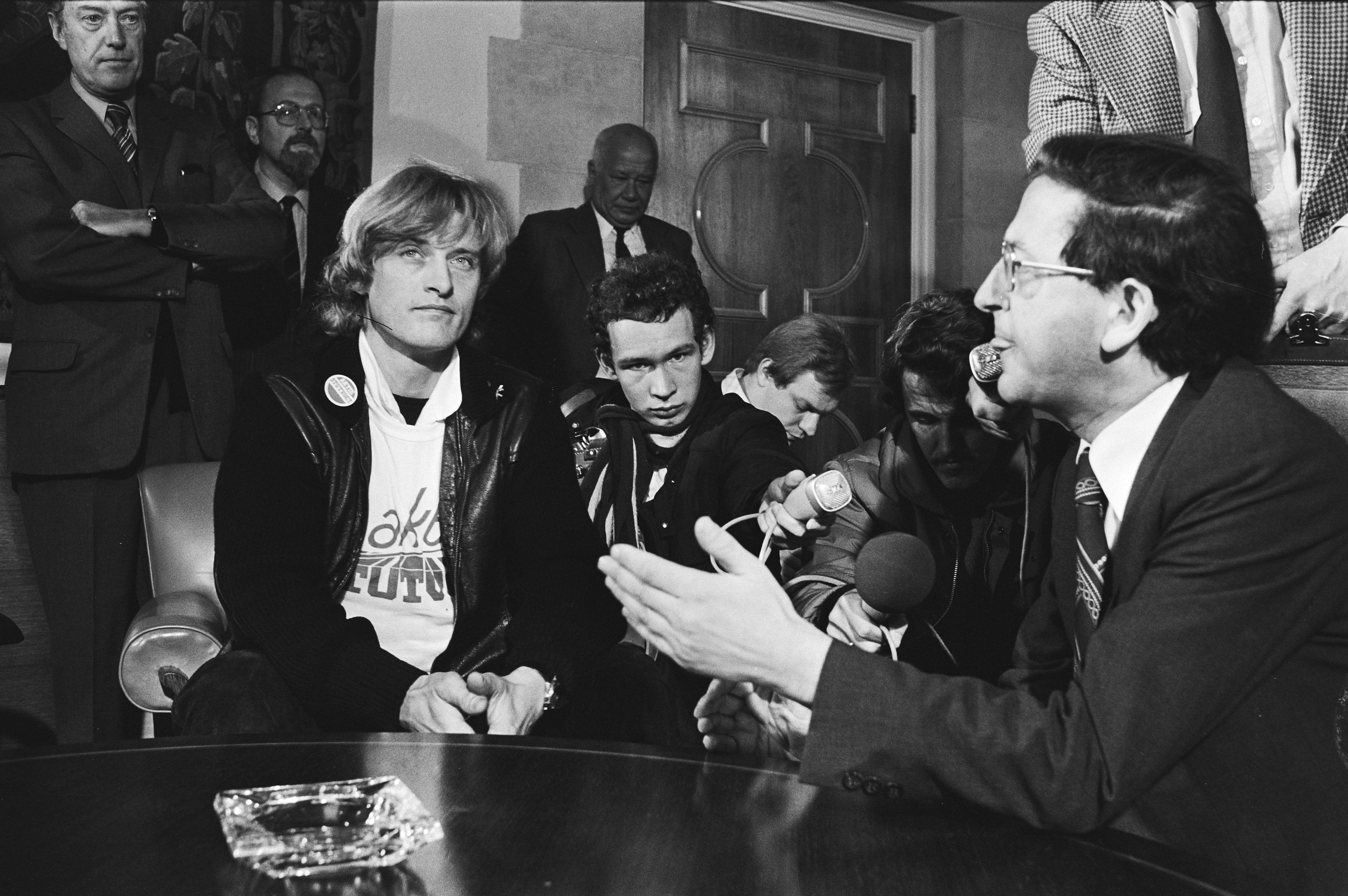
На встрече
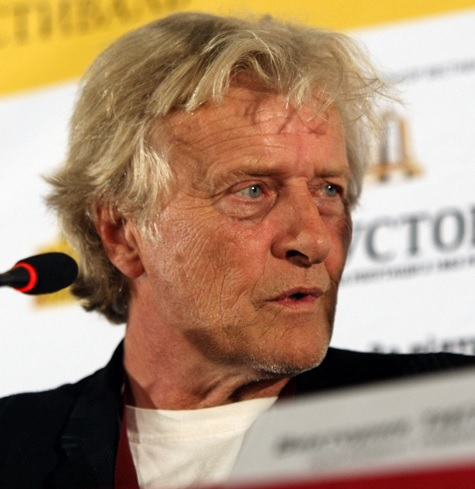
На кинофестивале в Одессе
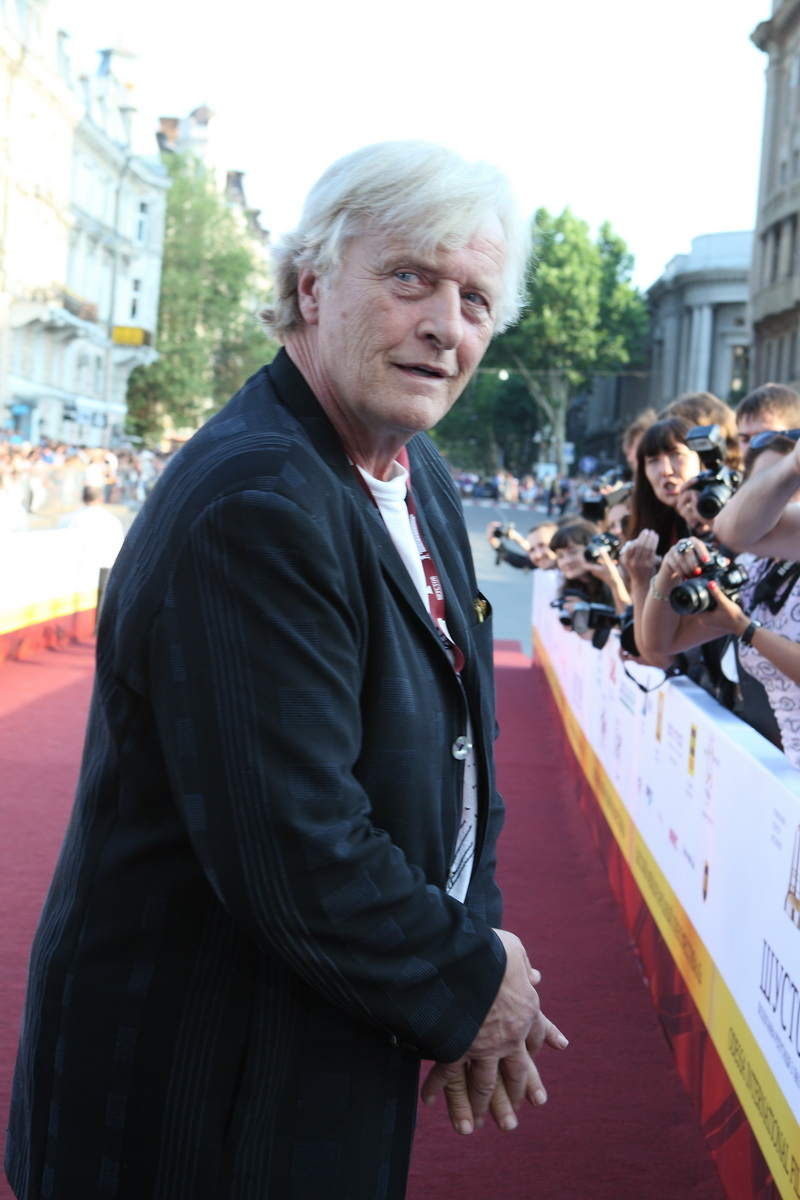
На кинофестивале в Одессе

## Награды
Номинации
- 1983 — Премия «Сатурн»: лучший актёр второго плана (за фильм «Бегущий по лезвию»)
- 1995 — Премия «Золотой глобус»: лучший актёр второго плана мини-сериала или фильма на ТВ (за фильм «Фатерлянд»)

Победы
- 1988 — Премия «Золотой глобус»: лучший актёр второго плана мини-сериала или фильма на ТВ (за фильм «Побег из Собибора»)

## Фильмография

### Актёр
- 1968 — Господин Гаварден / Monsieur Hawarden — господин Гаварден
- 1969 — Флорис / Floris — Флорис ван Роземунд
- 1972 — Землепроходцы / The Pathfinders — Питер ван Пирсен
- 1973 — Турецкие наслаждения / Turks fruit — Эрик Вонк, скульптор
- 1973 — Румпельштильцхен / Repelsteeltje
- 1974 — Ромашка / Pusteblume — Рики
- 1975 — Кити-вертихвостка / Keetje Tippel — Хьюго
- 1975 — Холодная кровь / Das Amulett des Todes — Крис
- 1975 — Год рака / Het jaar van de kreeft — Пьер
- 1975 — Заговор Уилби / The Wilby Conspirancy — Блейн ван Некрик
- 1975 — Сирано де Бержерак / Cyrano de Bergerac  — Де Вальверт
- 1976 — Флорис фон Роземунд / Floris von Rosemund  — Флорис
- 1976 — Макс Хавелар / Max Havelaar of de koffieveilingen der Nederlandsche handelsmaatsch. — Дюкляри
- 1976 — Доносчица / La donneuse
- 1977 — Оранжевый солдат / Soldaat van Oranje — Эрик Лансхоф
- 1978 — Святая Жанна (фильм, 1978) / Heilige Jeanne — Дюнуи
- 1978 — Пастораль 1943 / Pastorale 1943 — Альберт Шульц
- 1978 — Мистерии / Mysteries — Юхан Нагель
- 1979 — Наставник / Es begann bei Tiffany — Райдер
- 1979 — Женщина между собакой и волком / Een vrouw tussen hond en wolf — Адриан
- 1979 — Фатальная ошибка / Grijpstra & De Gier — Ринус де Гиер
- 1979 — Дуэль на глубине / Duel in de diepte — Джон ва дер Вельде
- 1980 — Лихачи / Spetters — Геррит Виткамп
- 1981 — Ночные ястребы / Nighthawks — Вульфгар
- 1981 — Одинокая Коко Шанель / Chanel Solitaire — Этьен де Бальзан
- 1982 — Внутри Третьего Рейха / Inside the Third Reich — Альберт Шпеер
- 1982 — Бегущий по лезвию / Blade Runner — Рой Батти
- 1983 — Уикенд Остермана / The Osterman Weekend — Джон Таннер
- 1983 — Эврика / Eureka — Клод Майо ван Хорн
- 1984 — Редкая порода / A Breed Apart — Джим Малден
- 1985 — Леди-ястреб / Ladyhawke — Этьен Наваррский
- 1985 — Плоть и кровь / Flesh & Blood — Мартин
- 1986 — Попутчик / The Hitcher — Джон Райдер / Попутчик
- 1987 — Взять живым или мёртвым / Wanted: Dead or Alive — Ник Рэндалл
- 1987 — Побег из Собибора / Escape from Sobibor — Александр Печерский
- 1988 — Легенда о святом пропойце / La Leggenda del santo bevitore — Андреас
- 1989 — Слепая ярость / Blind Fury — Ник Паркер
- 1989 — Ищейки с Бродвея / Bloodhounds of Broadway — Мозг
- 1989 — На краю / The Edge — шериф Эмиль Абель
- 1989 — Кровь героев / The blood of heroes/The Salute of the Jugge — желтушник
- 1989 — В лунную ночь / In una notte chiaro di luna — Джон Нот
- 1991 — Смертельный союз / Wedlock — Фрэнк Уоррен
- 1991 — Мактуб: Закон пустыни / Beyond Justice  — Том Бёртон
- 1991 — После полуночи / Past Midnight  — Бен Джордан
- 1992 — Считанные секунды / Split Second — Харли Стоун
- 1992 — Баффи — истребительница вампиров / Buffy the Vampire Slayer — Лотос
- 1993 — Ледяное безмолвие / Arctic Blue — Бен Корбетт
- 1993 — Путешествие / Voyage — Морган Норвел
- 1993 — В тупике / Blind Side — Джейк Шелл
- 1994 — Фатерлянд / Fatherland — штурмбаннфюрер СC Ксавьер Марш
- 1994 — Кровь невинных младенцев / Blood Of The Innocent — доктор Лем
- 1994 — Награда победителю — жизнь / Surviving The Game — Бёрнс
- 1994 — Последний полёт / Amelia Earhart: The Final Flight — Фред Нунан
- 1994 — Нострадамус / Nostradamus — таинственный монах
- 1994 — Египетские бобы / The Beans of Egypt, Maine — Рубен Бин
- 1995 — Мистер Стич / Mr Stitch — доктор Ру Вейкман
- 1996 — Перекрёсток миров / Crossworlds — Ай-Ти
- 1996 — Зов предков / The Call Of The Wild — Джон Торнтон
- 1996 — Лексс: Питающая форма / Lexx: Eating Pattern — Боуг
- 1996 — Драгоценная находка / Precious Find — Армонд Крилл
- 1996 — Мариетт в восторге / Mariette in Ecstasy — капитан
- 1997 — Враждебные воды / Hostile Waters — командир АПЛ К-219 Игорь Британов
- 1997 — Красный след / Redline — Джон Андерсен Уэйд
- 1997 — Взрыв / Blast  — Лео
- 1997 — Кольцо с рубином / The Ruby Ring  — Патрик Коллинз
- 1997 — Достучаться до небес / Knockin' On Heaven’s Door — Кёртис
- 1997 — Солдат апокалипсиса / Omega Doom — солдат апокалипсиса (Омега-Дум)
- 1997 — Гемоглобин / Bleeders — доктор Марлоу
- 1998 — Мерлин / Merlin — король Вортиген
- 1998 — Собиратель костей / Bone Daddy — доктор Уильям Палмер
- 1998 — Тактическое нападение / Tactical Assault — капитан Джон «Док» Холлидей
- 1999 — Саймон Магус / Simon Magus — граф Альберт, сквайр
- 1999 — Новый мировой беспорядок / New World Disorder — Дэвид Маркс
- 1999 — Десятое королевство / The 10th Kingdom — охотник
- 2000 — Напарники / Partners in Crime — Джин Рэдон
- 2000 — Бешеная / Wilder — доктор Сэм Деннис Черни
- 2000 — Турбулентность 3: Тяжёлый металл / Turbulence 3: Heavy Metal — второй пилот Макинтош
- 2000 — Комната / The Room — Гарри
- 2001 — Кома / Lying in Wait — Кит Миллер
- 2001 — Тайны Смолвиля / Smallville — Морган Эдж
- 2001 — Шпионка / Alias — Энтони Гейгер
- 2001 — Летающий вирус / Flying Virus — Эзекиль
- 2001 — Последние слова голландца Шульца / The Last Words of Dutch Schultz — Голландец Шульц
- 2002 — Банкиры Бога / I banchieri di Dio — кардинал Марцинкус
- 2002 — Знойный день / Scorcher — президент Нельсон
- 2002 — Воины / Warrior Angels — Греккор
- 2003 — Признания опасного человека / Confessions of a dangerous mind — убийца
- 2004 — Темпеста: Порочная страсть / Tempesta — Ван Бьюнинген
- 2004 — Салимов Удел / Salem’s lot — Барлоу
- 2004 — Наставник / Camera ascunsa — Себастьян
- 2004 — В тени кобры / In the Shadow of the Cobra — Галло
- 2005 — Город грехов / Sin City — кардинал Рорк
- 2005 — Дракула 3: Наследие / Dracula III: Legacy — Дракула
- 2005 — Приключения Посейдона / The Poseidon Adventure — священник Август Шмидт
- 2005 — Миссия спасения / The Hunt for Eagle One — генерал Фрэнк Льюис
- 2005 — Зеркальные войны. Отражение первое — представитель заказчика
- 2005 — Бэтмен: Начало / Batman Begins — Эрл
- 2006 — Минотавр / Minotaur — Кирнан
- 2007 — Ментор / Mentor — Сэнфорд Поллак
- 2007 — Бегущий МакАллистер / Moving McAllister  — Максвелл МакАллистер
- 2007 — Милая Бетти / Sweet Betty — психиатр
- 2007 — Начало конца / Starting Over — Питер Роусенн
- 2007 — Убить за 75 секунд / 7eventy 5ive — детектив Джон Критон
- 2007 — Гол! 2 — Жизнь как мечта / Goal II — Living the Dream — Руди ван дер Мерве
- 2008 — Волшебные дневники флейты / Magic Flute Diaries  — доктор Ричард Найджел
- 2008 — Настоящая кровь / True Blood  — Ниалл Бригант
- 2008 — Побег невесты / Bride Flight  — старик Фрэнк
- 2008 — Рапсодия / The Rhapsody
- 2008 — Король Мотор Сити / The Prince of Motor City  — Вильям Гамильтон
- 2009 — Барбаросса / Barbarossa — Фридрих I Барбаросса, император Священной Римской империи
- 2010 — Чёрные бабочки / Black butterflies — Абрахам Йонкер
- 2010 — Ускользающее счастье / Happiness Run — Инсли
- 2010 — Медовый месяц / Life’s a Beach  — Жан-Люк
- 2011 — Бомж с дробовиком / Hobo with a shotgun — Бомж
- 2011 — Ключ Саламандры — мистер Хант
- 2011 — Обряд / The rite — Иштван Ковак
- 2011 — Мельница и крест / The mill and the cross — Питер Брейгель Старший
- 2011 — Картонная деревня / Il villaggio di cartone — ризничий
- 2011 — Похищение Хайнекена / The Heineken Kidnapping — Альфред Хайнекен
- 2011 — Все за одного / Alle for én — Нимейер
- 2011 — Уилфред / Wilfred — доктор Граммон
- 2011 — Преподобный / The Reverend  — оппонент
- 2011 — Ложка / Spoon — Виктор
- 2011 — Фантасты-предсказатели / Prophets of Science Fiction — Рой Батти
- 2011 — Реквием 2019 / Requiem 2019
- 2011 — Портативная жизнь /Portable Life  — Антонио
- 2012 — Дракула 3D / Dracula 3D — Абрахам Ван Хельсинг
- 2012 — Агент Ранжид спасает мир / Agent Ranjid rettet die Welt — Ван Дик
- 2012 — Военная хроника / Metal Hurlant Chronicles — Керн
- 2012 — Полёт аистов / Flight of the Storks  — Сондерман
- 2012 — Грядущее / Il futuro  — Мацист
- 2013 — Опасная игра / Real Playing Game — Стив Батьер
- 2013 — Воин Изип / Isip the Warrior — католический священник
- 2013 — 2047 – Угроза смерти / 2047: Sights of Death — полковник Азимов
- 2013 — Франческо / Padre di Francesco
- 2014 — Добрые вести / The Letters — Бенджамин Праг
- 2014 — Царь скорпионов 4: Утерянный трон / The Scorpion King: The Lost Throne — король Заккур
- 2014 — Клоны / Clones — доктор Ричардс
- 2015 — Галавант / Galavant — король Кингсли
- 2015 — Адмирал / Michiel de Ruyter — адмирал Мартен Тромп
- 2015 — Последнее королевство / The Last Kingdom — Храфн
- 2015 — Глубина — Фридрих Урман
- 2016 — Мата Хари — Стольбаккен
- 2016 — После Валькирии: Рассвет четвёртого Рейха
- 2017 — Валериан и город тысячи планет / Valérian and the City of a Thousand Planets — Президент Всемирной федерации
- 2017 — 24 часа на жизнь — Фрэнк
- 2017 — Гангстердам — Дольф ван Таннен
- 2018 — Нулевой канал — Джозеф Пич
- 2018 — Братья Систерс — Командор
- 2018 — Корбин Нэш
- 2018 — Соната — Ричард Марлоу
- 2019 — Тайна печати дракона — английский посол Чарльз Уитворт
- 2020 — Break — Ray

### Режиссёр
- 2000 — Комната / The Room — Гарри
- 2006 — Танго морской звёздочки

### Сценарист
- 1989 — В лунную ночь / In una notte chiaro di luna — Джон Нот

### Продюсер
- 1993 — Ледяное безмолвие / Arctic Blue (исполнительный сопродюсер)
- 1995 — Мистер Стич / Mr Stitch (исполнительный продюсер)

### Компьютерные игры
- Observer (2017) — детектив Дэниел Лазарски.